# Kraśnik Dolny (gromada)
Kraśnik Dolny (od 31 XII 1961 Dąbrowa Bolesławiecka) – dawna gromada, czyli najmniejsza jednostka podziału terytorialnego Polskiej Rzeczypospolitej Ludowej w latach 1954–1972.
Gromady, z gromadzkimi radami narodowymi (GRN) jako organami władzy najniższego stopnia na wsi, funkcjonowały od reformy reorganizującej administrację wiejską przeprowadzonej jesienią 1954 do momentu ich zniesienia z dniem 1 stycznia 1973, tym samym wypierając organizację gminną w latach 1954–1972.
Gromadę Kraśnik Dolny z siedzibą GRN w Kraśniku Dolnym utworzono – jako jedną z 8759 gromad na obszarze Polski – w powiecie bolesławieckim w woj. wrocławskim, na mocy uchwały nr 10/54 WRN we Wrocławiu z dnia 2 października 1954. W skład jednostki weszły obszary dotychczasowych gromad Kraśnik Dolny, Kraśnik Górny, Łąka, Lipiany, Krępnica, Dąbrowa Bolesławiecka, Nowa Wieś i Chociszowice ze zniesionej gminy Trzebień w tymże powiecie. Dla gromady ustalono 23 członków gromadzkiej rady narodowej.
31 grudnia 1961 do gromady Kraśnik Dolny włączono obszar zniesionej gromady Trzebień w tymże powiecie, po czym gromadę Kraśnik Dolny zniesiono, przenosząc siedzibę GRN z Kraśnika Dolnego do Dąbrowy Bolesławieckiej i zmieniając nazwę jednostki na gromada Dąbrowa Bolesławiecka.